# Hans von Hayek
Pour les articles homonymes, voir Hayek.
Hans von Hayek, né le 19 décembre 1869 à Vienne et mort le 17 janvier 1940 (à 71 ans) à Munich, est un peintre austro-allemand.

## Biographie
Il a été illustrateur pour le périodique Illustrirte Zeitung.